# United World College Changshu China
Das United World College Changshu China (UWC CSC) ist eines der momentan 18 United World Colleges. Namensgebend für das 2015 als fünfzehntes United World College gegründete Internat ist dessen Standort in der Stadt Changshu im Osten Chinas. Wie für die UWCs üblich, werden die Schüler des UWC CSC von ihren jeweiligen Nationalkomitees ausgewählt. Das College bietet Kapazitäten für bis zu 570 Schüler, wovon je 220 einen Jahrgang des zweijährigen International-Baccalaureate-Diploma Programmes besuchen und weitere 130 Schüler, welche einen einjährigen Vorbereitungskurs für das IB-Diploma Programm absolvieren.

## Campus und Einrichtungen
Der Campus liegt auf einer Insel im nordwestlichen Teil des Kuncheng Sees in Changshu, Jiangsu Provinz, China. Die Einrichtungen umfassen ein Theater; Leichtathletikstadium, Schwimmbad, Spielfelder für Basketball, Fußball und Beach-Volleyball; ein Zentrum für Naturwissenschaften, Technik und Mathematik (Science, Technology, Engineering and Mathematics (STEM) centre); ein Mehrzweck-Konferenzzentrum; eine Mensa; eine Bibliothek sowie Wohnhäuser für alle Schüler und Lehrer. Zum nachhaltigen Energiekonzept gehören u. a. ein geothermisches Heizsystem und Solaranlagen.